# Calamarata
Les calamarata sont un genre de pâtes en forme d'anneau, souvent teintes à l'encre de seiche, ce qui leur donne l'apparence de rondelles de calamar.
Les calamarata sont originaires de Naples, dans le sud de l'Italie. Les calamaretti sont une variante plus petite des calamarata.